# آرتور پرسیوال
آرتور پرسیوال (انگلیسی: Arthur Percival؛ ۲۶ دسامبر ۱۸۸۷ – ۳۱ ژانویهٔ ۱۹۶۶) یک نظامی اهل بریتانیا و از سال ۱۹۴۱ تا سال ۱۹۴۲ فرمانده ارتش مالایای بریتانیا بود.